# Adolphe XIII de Schaumbourg
Adolphe XIII de Schaumbourg (aussi nommé de Schauenburg, allemand : Adolf von Schaumburg, aussi von Schauenburg) (1511–1556) est comte de Holstein-Schaumbourg  de 1531 à 1544  et  archevêque-électeur de Cologne de 1547 à 1556.

## Biographie
Adolphe de Holstein-Schaumbourg, fils de Jobst Ier comte de Holstein-Pinneberg et de Schaumbourg et de son épouse Marie de Nassau-Dillenburg, nait le 19 janvier 1511 et est baptisé le 3 février suivant.
Bien qu'aîné de sa fratrie il est destiné à l'Eglise depuis son plus jeune âge. À partir de 1522 il étudie à Louvain. Il devient chanoine de la Cathédrale Notre-Dame-et-Saint-Lambert de Liège le 2 septembre 1528 puis prévôt de cette même cathédrale le 30 mai 1533. En 1529, il est également nommé  chanoine de la  Cathédrale de Mayence et le 23 décembre 1529, de celle de Cologne. Il devient diacre
de la Basilique Saint-Gereon, et prévôt en 1533. À la mort de son père en 1531, Adolphe retourne dans le Schaumbourg afin d'assurer la régence de ses frères cadets. Il reçoit en 1533 Pinneberg et participe ainsi conjointement au gouvernement sous le nom de « Adolphe XIII » avec son frère Otto IV de Schaumbourg jusqu'en 1544.
Au début de la décennie 1530, l'archevêque de  Cologne, Hermann V de Wied, commence à afficher ses sympathies pour la Réforme protestante. Afin de contrecarrer l'influence de l' archevêque, le 17 décembre 1533, le chapitre de chanoines de la cathédrale de Cologne élit Adolphe comme coadjuteur de Electeur de Cologne afin qu'il établisse un contre pouvoir aux tentatives de réformes  d'Hermann de Wied.
Le 3 juin 1543, le pape Paul III écrit à Adolphe afin de l'encourager à être vigilant dans sa lutte contre l'archevêque. Le pape excommunie finalement Hermann le 3 juillet 1546, et nomme Adolphe comme administrateur de l'archidiocèse. Celui-ci est alors ordonné prêtre par l'évêque Johann Nopel, le 3 mai 1547. Le chapitre de chanoines de la cathédrale l'élit ensuite comme Archevêque de Cologne, le 17 septembre 1547. Le premier soin d'Adolphe est de revenir sur les initiatives réformatrices de son prédécesseur : Hermann avait fait appel à Martin Bucer mais Adolphe bannit le prêcheur protestant de l'archidiocèse.
Aidé par Eberhard Billick, supérieur provincial des Grands carmes, Adolphe est présent lors de la Diète d'Empire à Augsbourg en 1547/1548. Il est consacré évêque le 18 avril 1548, en présence du pape Paul III et de l'empereur Charles Quint. Il participe à la cession de 1551 du Concile de Trente, accompagné par Billick et de Johann Gropper.
Adolphe meurt à Brühl en Westphalie le 20 septembre 1556. Cornelis Floris de Vriendt édifie un tombeau pour Adolphe et son jeune frère Antoine de Holstein-Schaumbourg (mort en 1558). Situé originellement dans le chœur de la  cathédrale de Cologne, le monument sera transféré dans une chapelle absidiale en 1863.

## Sources
- (en) Cet article est partiellement ou en totalité issu de l’article de Wikipédia en anglais intitulé « Adolf III of Schauenburg » (voir la liste des auteurs)..
- Anthony Marinus Hendrik Johan Stokvis, Manuel d'histoire, de généalogie et de chronologie de tous les états du globe, depuis les temps les plus reculés jusqu'à nos jours, préf. H. F. Wijnman. éditions Brill Leyde 1890-93, réédition  1966, Volume  III, Chapitre VIII, Tableau généalogique no 45 p. 119.
- (de) Norbert Trippen, Geschichte des Erzbistums Köln (Cologne, 2008)
- (de) Robert Haass, "Adolf III", in Neue Deutsche Biographie, Vol. 1 (Berlin: Duncker & Humblot, 1953), pp 83f